# Léon de Caluwé
Léon Irma Agnes de Caluwé ( Koewacht, 4 maart 1950 - 9 juni 2019) was een Nederlands bedrijfskundige, organisatieadviseur en emeritus hoogleraar advieskunde aan de Vrije Universiteit. Hij was gespecialiseerd in veranderingsmanagement en heeft een zogeheten kleurenmodel voor veranderen ontwikkeld.

## Levensloop
De Caluwé studeerde in 1975 af in de sociale psychologie aan de Universiteit van Utrecht. In 1997 promoveerde hij aan de Katholieke Universiteit Brabant op het proefschrift "Veranderen moet je leren. Een evaluatiestudie naar de opzet en effecten van een grootschalige cultuurinterventie met behulp van een spelsimulatie".
Na zijn studie in Utrecht ging De Caluwé aan de slag als organisatieadviseur. Hij werkt sinds begin jaren 1990 bij adviesbureau Twynstra Gudde. In 2001 werd hij hoogleraar aan de Vrije Universiteit en leidde hij het Center for Research in Consultancy, dat onderzoek doet naar de rol, de interventies en de effectiveit van de organisatieadviseur. Hij was tevens senior partner bij Twynstra Gudde in Amersfoort, en was jarenlang docent bij het Sioo.
In 2005 verscheen voor het eerst het Nationaal Verandermanagement Onderzoek, dat hij samen ontwikkelde met Willem Mastenbroek.

## Werk
De onderzoeksinteresse van De Caluwé lag op het gebied van veranderingsmanagement, en was ook het centrale thema in zijn werk. Zijn eerste boekwerk uit 1981 voor de Vereniging de Samenwerkende Landelijke Pedagogische Centra handelde al over ideeën en ervaringen met verandering, specifiek in scholen. Hij selecteerde daar door literatuurstudie onderwijsmodellen voor een meer geïntegreerd voortgezet onderwijs.
In zijn proefschrift en eerste opvolgende publicaties gaat De Caluwé dieper in op de essentie van verandering, en hoe dit hanteerbaar gemaakt kan worden. Een uitgangspunten daarbij is, dat men het begrip zelf kan zien als een containerbegrip. In een werksituatie, die verandert, kan men naar meerdere aspecten verwijzen: het doel, product, resultaat of effect.
Naast het werk over veranderingsmanagement schreef en redigeerde De Caluwé enige werken over het organisatieadviesvak; een met Aernoud Witteveen in 2001 en een met Andries Twijnstra en Doede Keuning in 2002.

## Publicaties, een selectie
De Caluwé publiceerde ruim twintig boeken en vele artikelen. Een selectie:
- 1981. Van school naar middenschool. Deel 1: onderwijsmodellen. Hoevelaken: pg. Berk.
- 1988. Schooldevelopment: models and change. Met Ernst Marx en M.W. Petri. Amersfoort : Acco.
- 1996. Gaming: organisatieverandering met spelsimulaties. Met J. Geurts, D. Buis en A. Stoppelenburg. Den Haag, Delwel.
- 2001. Organisatieadvies: wat is dat? Met Aernoud Witteveen (red.). Schiedam : Scriptum.
- 2002. Essenties van organiseren, managen en veranderen. Met R. Kor, Mathieu Weggeman en Gert Wijnen. Schiedam: Scriptum. ISBN 9055942472.
- 2002. Organisatieadvieswerk. Handboek voor managers en adviseurs. Met Andries Twijnstra en Doede Keuning. Deventer: Kluwer. ISBN 9014088574
- 2003. Learning to Change. (met Hans Vermaak). Thousand Oaks: Sage Publications.
- 2006. Leren veranderen. Met Hans Vermaak. Deventer: Kluwer
- 2006. Competenties van organisatieadviseurs. Met Elsbeth Reitsma. Vrije Universiteit.
- 2007. Intervening and Changing: Looking for Meanings in Interactions. Met Jaap Boonstra (red.). Chichester, Wiley
- 2008. Why do games work? Met Gert Jan Hofstede en Vincent Peters. Deventer: Kluwer.
- 2010. Mensen veranderen. Met Yvonne Burger en Paul Jansen. Kluwer.
- 2010. Leren adviseren. Met: Elsbeth Reitsma. Mediawerf en Vrije Universiteit.